# NGC 207
NGC 207 este o galaxie spirală situată în constelația Balena. A fost descoperită în 7 decembrie 1857 de către R. J. Mitchell. De asemenea, a fost observată încă o dată în 3 noiembrie 1885 de către Ormond Stone.